# 龍造寺隆信
龍造寺隆信（日语：／ Ryuzōji Takanobu，1529年3月24日—1584年5月4日）是日本戰國時代九州肥前國的戰國大名。有「五州二島太守」之稱、人們多稱他為肥前之熊。還俗前法號「中納言圓月坊」、還俗後拜領大内義隆之偏諱改名「隆胤」，之後改為「隆信」。自稱本姓為藤原北家中關白流高木氏。

## 繼承水江龍造寺氏
出生於享祿2年（1529年）陰曆2月15日肥前佐嘉水江城東館天神屋敷。隆信的父親為龍造寺周家，曾祖父為龍造寺家兼。天文5年（1536年）7歲時出家為僧，敘任中納言，法名圓月。從小智識過人、力大無窮。幼年時隆信即被送至宝琳寺其大叔父豪覺和尚處養育，但1545年時他的祖父龍造寺家純與父親龍造寺周家因有謀反主君少貳氏嫌疑，被少貳氏重臣馬場賴周誅殺，隆信被曾祖父家兼帶著逃到筑後國投靠蒲池氏。隔年，在蒲池鑑盛的援助下龍造寺家兼得以舉兵再興龍造寺氏。在家兼去世後，龍造寺隆信還俗繼承水ヶ江龍造寺氏家督，還俗後取名為「龍造寺胤信」。由於繼承家督的過程受到家老反對，因此家老們前往八幡宮求籤詢問神明旨意，後來求籤結果三度都選擇隆信擔任家督，此事於是底定。
之後跟隨龍造寺本家當主胤榮。天文16年（1547年）受胤榮命令討伐少貳冬尚，將其自勢福寺城予以追放。
1548年龍造寺本家的共主龍造寺胤榮去世，隆信迎娶其遺孀，得以從水ヶ江分系繼承龍造寺本家領主的地位，並改名龍造寺隆信。但隆信的即位卻有很多原本隸屬龍造寺胤榮的家臣（綾部鎮幸等人）懷有不滿，對此隆信採取了與當時西國最強大的勢力大内義隆結盟，以壓制家臣的反對聲浪。

## 成為戰國大名
然而天文20年（1551年）大内義隆被其家臣陶晴賢謀害（大寧寺之變），隆信頓時也失去了靠山，家臣土橋榮益密謀另擁立龍造寺鑑兼為龍造寺當主。因此隆信在家臣的反對下逃到了筑後國，再次請求柳川城主蒲池鑑盛的支援。隆信得到了蒲池氏領地内三潴郡一木村（大川市）約三百石的封地，並受到蒲池氏家臣原野惠俊的照顧。兩年後的天文22年，在蒲池軍的護衛下，他成功的返回肥前佐賀奪權成功，降服小田政光並擒殺土橋榮益。
隆信在此之後努力地擴張自己的勢力，1559年他消滅了自己原來的主君少貳氏，逼使少貳冬尚在勢福寺城自殺。之後陸續降服江上氏、犬塚氏等肥前諸豪族，永祿3年（1560年）攻滅千葉胤賴，並降服少貳氏舊臣馬場氏、横岳氏等人。永祿4年（1561年）於川上峽合戰擊敗神代勝利。永祿5年（1562年）正式取得東肥前的支配權。
永祿6年（1563年），有馬氏及大村氏叛變，並聯合進攻東肥前，隆信與千葉胤連建立同盟並擊敗聯軍（丹坂峠之戰），勢力擴展至南肥前。但也引起豐後國大友宗麟的危機意識，於是串連少貳氏餘黨少貳政興，及馬場氏、横岳氏等少貳氏舊臣對抗隆信。永祿12年（1569年）大友宗麟自率大軍入侵肥前，但由於毛利元就入侵豐前，宗麟於是自肥前撤退（多布施口之戰）。
1570年發生於肥前國的今山之戰中，他對上了大友宗麟號稱六萬的大軍、隆信仰賴軍師鍋島直茂（當時名為鍋島信生）的奇襲戰略，成功地擊退大友的兵力，龍造寺四天王之一的成松信勝還討取了大友軍總大將大友親貞。因為這場勝利，讓有馬氏和大村氏向龍造寺氏稱臣屈服。
1578年大友軍於耳川之戰中被島津軍所擊潰，隆信趁北九州混亂之際，奪取了原屬大友氏的領地筑前、筑後、肥後、豐前等國，加上他原來肥前國的領地，九州島九個國他占有五個、成了九州最大的勢力，號稱五州太守。
天正8年（1580年）4月，將家督讓給嫡男政家，前往須古城隱居，但仍掌握政治及軍事實權。
筑後國的蒲池鎮漣（鎮並）是隆信的女婿（因為曾經受過鎮漣之父鑑盛的大恩、隆信將其女兒玉鶴姬嫁給鎮漣），最初也協助了隆信東征西討。但隆信成為五州太守之後，為了將領地延伸至九州中央地區，遂產生將筑後占為己有的念頭，因此與蒲池鎮漣產生嫌隙與對立。1580年隆信遂捏造藉口率領約二萬的兵力攻擊鎮漣的本城柳川城，但龍造寺軍最終未能攻下這座九州有名的不落之城，在鎮漣的伯父與隆信手下田尻鑑種的奔走下，雙方達成停戰和議。
但由於鎮漣內通島津氏的態勢明顯，次年1581年，在鍋島直茂、田尻鑑種等人的獻計之下，隆信以岳父的立場誘騙鎮漣至肥前赴猿樂宴並將其殺害，僅存於柳川的蒲池氏一族最後也通通被殺。天正11年（1583年）赤星統家因為違背隆信的命令，其作為人質的幼子隨即遭到隆信誅殺，讓家臣見識到隆信的冷酷。因為隆信這般冷酷無情的恩將仇報，龍造寺四天王之一的百武賢兼心志開始動搖，賢兼與黑木家永、蒲池益種（黑木益種）、田尻鑑種等人，皆因此事件開始起而反抗龍造寺的領導，使得隆信經營筑後的主權更加棘手，並埋下日後龍造寺滅亡的遠因。
天正9年（1581年）龍造寺軍由龍造寺政家（鎮賢）擔任主將入侵肥後，山鹿郡的小代親傳、菊池郡的隈部親永、大津山資冬、戶原親運、益城郡的甲斐宗運、合志郡的合志親為、飽田郡的城親賢、隈府的赤星統家、球磨郡的相良義陽等均率兵參陣。
同年8月，島津義弘率軍北上進攻相良氏的水俣城。相良氏、阿蘇氏、甲斐氏向紮營在南關的龍造寺家晴求援。家晴率援兵到達後，島津義弘向八代方向撤退。天正11年（1583年），家晴率筑前、肥前、筑後等地的兵力向肥後進發（依『北肥戰誌』記載約37,000餘兵力），島津則聚集伊集院、新納、樺山、喜入等勢力抗衡，雙方於高瀨川（現為菊池川）對峙，經過秋月種實的仲裁，高瀨川之東南方為島津領地、西北方為龍造寺領地，天正12年（1584年）雙方達成和睦。聽聞消息的龍造寺隆信，對於與島津未經一戰就講和的作法感到相當氣憤。島津氏的家老上井覺兼的『上井覺兼日記』紀錄，天正11年9月27日，透過秋月種實的調解，與龍造寺達成和平協議，共同對抗大友家。

## 龍造寺的末日：沖田畷之戰
1584年，當時原本臣屬於隆信的日野江城領主有馬晴信背離龍造寺轉而尋求島津氏的支援。龍造寺遂率大軍討伐有馬氏；基於此，島津義久任命其弟島津家久為總大將救援有馬氏。龍造寺一族號稱六萬的大軍對上了僅有數千的島津與有馬聯合軍，但他卻被島津猛將島津家久引誘進入狹窄的地勢，島津與有馬軍趁勢夾攻，由於混戰之中，龍造寺隆信本陣遭到島津家臣川上忠堅率兩百人奇襲而陣亡，龍造寺軍潰敗，龍造寺家多名將領包括龍造寺四天王（成松信勝、江里口信常、百武賢兼、圓城寺信胤）全都陣亡（沖田畷之戰）。據說死前的遺言是：「紅爐之上一點雪」（意指生命如同火爐上的雪即將消逝）。重臣鍋島直茂本欲自戕，但受到家臣勸阻，將隆信的遺骸拋棄在戰場獨自逃回佐賀柳河，龍造寺一族也開始步向滅亡一途。
隆信的長子龍造寺政家能力拙劣，加以體弱多病無法主持政事，龍造寺的實權因此落到鍋島直茂手中，之後由鍋島氏起而代之，繼承了佐賀藩的地位。

## 評價
- 外號「肥前之熊」的隆信被評價是個疑心重而冷酷無情之人。此外關於隆信戰死沙場，據說是因為當時隆信是乘轎出征，結果抬轎的家臣們在龍造寺軍戰敗時，把隆信跟轎子一起丟在戰場上自顧逃命，才使隆信被島津軍逮獲而被格殺。從中不難看出是因為隆信當時已大失人心的後果。但龍造寺四天王在隆信陣亡後並未撤退或是投靠敵方，而是有如為主殉死一般衝殺敵陣直至戰死，因此隆信不得人心一說並不完成正確。
- 傳教士路易斯·弗洛伊斯評論隆信是個可比凱撒的軍事家。

## 其他
1. 龍造寺家紋：

- 「日足」：肥前、肥後稱為「日（ヒ）の国」北九州多見使用日足紋的氏族，故日足紋並不是龍造寺家專屬家紋，在龍造寺家族的場合,族長或主家用十二日族，庶出的則用十一或十日足
- 「劍花菱」：臣伏大內氏時使用
- 「杏葉」：擊敗大友氏後紀念使用

1. 龍造寺隆信墓地：佐賀市本庄町高傳寺